# Kenny Cunningham
Kenny Martín Cunningham Brown (Limón, 7 de junio de 1985) es un exfutbolista costarricense que jugó como delantero. Es hermano gemelo del exfutbolista Kevin Cunningham.

## Trayectoria
Comenzó su carrera en el Pérez Zeledón en 2004. Jugó en diversos clubes de Costa Rica hasta que en 2012 firmó con el Gainare Tottori de la J. League Division 2 de Japón, para un año más tarde incorporarse al The Strongest boliviano, aunque finalmente recalaría en el Wellington Phoenix, representante neozelandés en la A-League australiana. En 2015 dejó el club al haber perdido la titularidad.

## Selección nacional
Representó a Costa Rica en 14 oportunidades, en las que anotó un gol. Fue parte de la plantilla que disputó la Copa de Oro de la Concacaf 2013, que tuvo lugar en los Estados Unidos.

## Clubes
| Club                            | País          | Año       |
| ------------------------------- | ------------- | --------- |
| L.D. Alajuelense                | Costa Rica    | 2003-2005 |
| Pérez Zeledón                   | Costa Rica    | 2005-2006 |
| A.D. Carmelita                  | Costa Rica    | 2006-2007 |
| L.D. Alajuelense                | Costa Rica    | 2007-2008 |
| C.S. Herediano                  | Costa Rica    | 2008-2009 |
| A.D. San Carlos                 | Costa Rica    | 2009-2011 |
| Gainare Tottori                 | Japón         | 2012      |
| The Strongest                   | Bolivia       | 2013      |
| Wellington Phoenix F.C.         | Nueva Zelanda | 2013-2015 |
| C.S. Herediano                  | Costa Rica    | 2015      |
| C.S. Uruguay de Coronado        | Costa Rica    | 2016      |
| Santos de Guápiles              | Costa Rica    | 2016-2018 |
| Deportivo Malacateco            | Guatemala     | 2018-2019 |
| Pérez Zeledón                   | Costa Rica    | 2019      |
| Santos de Guápiles              | Costa Rica    | 2020-2021 |
| Asociación Deportiva San Carlos | Costa Rica    | 2021      |
| Jiracal Sercoba                 | Costa Rica    | 2021-2023 |

## Palmarés

### Títulos nacionales
| Título                         | Equipo               | País       | Año  |
| ------------------------------ | -------------------- | ---------- | ---- |
| Primera División de Costa Rica | Club Sport Herediano | Costa Rica | 2015 |